# Lagorchestes leporides
Espèce
Statut de conservation UICN

 EX  : Éteint
Le lièvre-wallaby de l'est (Lagorchestes leporides) est un marsupial éteint du sud-est de l'Australie. On estime que sa disparition a été provoquée par la dégradation de son habitat naturel par le pâturage des moutons et du bétail. La disparition des aborigènes, changeant le rythme annuel des brûlages des prairies, avait sans doute accentué le phénomène. Les derniers spécimens ont été observés dans les années 1890. Il mesurait de 45 à 50 cm et avait un poids pouvant aller de 1,5 à 3 kg.

## Galerie

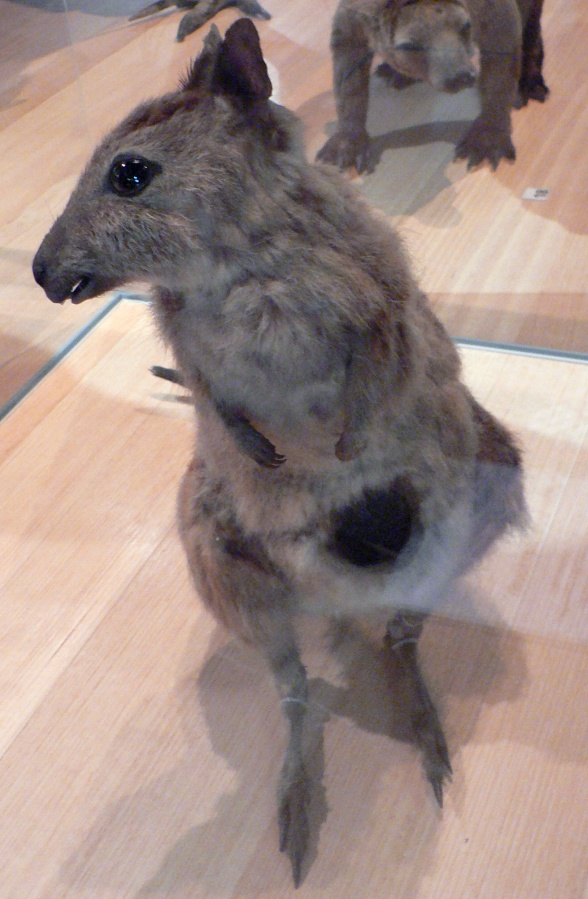